# Cyanopepla baroni
Cyanopepla baroni är en fjärilsart som beskrevs av Rothschild 1912. Cyanopepla baroni ingår i släktet Cyanopepla och familjen björnspinnare. Inga underarter finns listade i Catalogue of Life.